# Gegeneophis
Gegeneophis es un género de anfibios gimnofiones de la familia Indotyphlidae.
Es endémico del sur y del nordeste de la India.

## Especies
Se reconocen las siguientes 12 según ASW:
- Gegeneophis carnosus (Beddome, 1870)

- Gegeneophis danieli Giri, Wilkinson & Gower, 2003

- Gegeneophis goaensis Bhatta, Dinesh, Prashanth & Kulkarni, 2007

- Gegeneophis krishni Pillai & Ravichandran, 1999

- Gegeneophis madhavai Bhatta & Srinivasa, 2004

- Gegeneophis mhadeiensis Bhatta, Dinesh, Prashanth & Kulkarni, 2007

- Gegeneophis orientalis[2] Agarwal, Wilkinson, Mohapatra, Dutta, Giri & Gower, 2013

- Gegeneophis pareshi Giri, Gower, Gaikwad y Wilkinson, 2003

- Gegeneophis primus Kotharambath, Gower, Oommen & Wilkinson, 2012

- Gegeneophis ramaswamii Taylor, 1964

- Gegeneophis seshachari Ravichandran, Gower y Wilkinson, 2003

- Gegeneophis tejaswini[3] Kotharambath, Wilkinson, Oommen & Gower, 2015